# Campionato faroense di calcio
Il campionato faroense di calcio (Fótbóltur í Føroyum) ha come primo livello la Formuladeildin.
A partire dal 2006 i campionati calcistici delle Isole Fær Øer sono strutturati in quattro divisioni:
- Formuladeildin
- 1. deild
- 2. deild
- 3. deild

La Formuladeildin, chiamata così dal 2005 per un accordo di sponsorizzazione, viene disputata dal 1942. Denominata fino al 1975 Meistaradeildin (Divisione Maggiore), il nome viene quindi modificato, fino al 2004, in 1. deild (Prima Divisione). Soltanto dal 1992 le Isole Fær Øer partecipano alle competizioni europee.
Formuladeildin, 1. e 2. dieild sono composte da dieci squadre ciascuna e prevedono due retrocessioni e due promozioni (la 2. deild prevede tre retrocessioni).
La 3. deild è invece suddivisa in tre gironi (Bólkur A, Bólkur B e Bólkur C) da otto squadre ciascuno.
La squadra più titolata del massimo campionato è l'HB Tórshavn.

## Attuale sistema
Ai primi due livelli troviamo:
| Livelli | Divisioni                                      | Divisioni                                      | Divisioni                                      | Divisioni                                      | Divisioni                                      | Divisioni                                      | Divisioni                                      | Divisioni                                      | Divisioni                                      | Divisioni                                      | Divisioni                                      | Divisioni                                      | Divisioni                                      | Divisioni                                      | Divisioni                                      | Divisioni                                      | Divisioni                                      | Divisioni                                      | Divisioni                                      | Divisioni                                      | Divisioni                                      | Divisioni                                      |
| ------- | ---------------------------------------------- | ---------------------------------------------- | ---------------------------------------------- | ---------------------------------------------- | ---------------------------------------------- | ---------------------------------------------- | ---------------------------------------------- | ---------------------------------------------- | ---------------------------------------------- | ---------------------------------------------- | ---------------------------------------------- | ---------------------------------------------- | ---------------------------------------------- | ---------------------------------------------- | ---------------------------------------------- | ---------------------------------------------- | ---------------------------------------------- | ---------------------------------------------- | ---------------------------------------------- | ---------------------------------------------- | ---------------------------------------------- | ---------------------------------------------- |
| 1       | Formuladeildin 10 club 2 retrocessioni         | Formuladeildin 10 club 2 retrocessioni         | Formuladeildin 10 club 2 retrocessioni         | Formuladeildin 10 club 2 retrocessioni         | Formuladeildin 10 club 2 retrocessioni         | Formuladeildin 10 club 2 retrocessioni         | Formuladeildin 10 club 2 retrocessioni         | Formuladeildin 10 club 2 retrocessioni         | Formuladeildin 10 club 2 retrocessioni         | Formuladeildin 10 club 2 retrocessioni         | Formuladeildin 10 club 2 retrocessioni         | Formuladeildin 10 club 2 retrocessioni         | Formuladeildin 10 club 2 retrocessioni         | Formuladeildin 10 club 2 retrocessioni         | Formuladeildin 10 club 2 retrocessioni         | Formuladeildin 10 club 2 retrocessioni         | Formuladeildin 10 club 2 retrocessioni         | Formuladeildin 10 club 2 retrocessioni         | Formuladeildin 10 club 2 retrocessioni         | Formuladeildin 10 club 2 retrocessioni         | Formuladeildin 10 club 2 retrocessioni         | Formuladeildin 10 club 2 retrocessioni         |
| 2       | 1. deild 10 club 2 promozioni, 2 retrocessioni | 1. deild 10 club 2 promozioni, 2 retrocessioni | 1. deild 10 club 2 promozioni, 2 retrocessioni | 1. deild 10 club 2 promozioni, 2 retrocessioni | 1. deild 10 club 2 promozioni, 2 retrocessioni | 1. deild 10 club 2 promozioni, 2 retrocessioni | 1. deild 10 club 2 promozioni, 2 retrocessioni | 1. deild 10 club 2 promozioni, 2 retrocessioni | 1. deild 10 club 2 promozioni, 2 retrocessioni | 1. deild 10 club 2 promozioni, 2 retrocessioni | 1. deild 10 club 2 promozioni, 2 retrocessioni | 1. deild 10 club 2 promozioni, 2 retrocessioni | 1. deild 10 club 2 promozioni, 2 retrocessioni | 1. deild 10 club 2 promozioni, 2 retrocessioni | 1. deild 10 club 2 promozioni, 2 retrocessioni | 1. deild 10 club 2 promozioni, 2 retrocessioni | 1. deild 10 club 2 promozioni, 2 retrocessioni | 1. deild 10 club 2 promozioni, 2 retrocessioni | 1. deild 10 club 2 promozioni, 2 retrocessioni | 1. deild 10 club 2 promozioni, 2 retrocessioni | 1. deild 10 club 2 promozioni, 2 retrocessioni | 1. deild 10 club 2 promozioni, 2 retrocessioni |
| 3       | 2. deild 10 club 2 promozioni, 2 retrocessioni | 2. deild 10 club 2 promozioni, 2 retrocessioni | 2. deild 10 club 2 promozioni, 2 retrocessioni | 2. deild 10 club 2 promozioni, 2 retrocessioni | 2. deild 10 club 2 promozioni, 2 retrocessioni | 2. deild 10 club 2 promozioni, 2 retrocessioni | 2. deild 10 club 2 promozioni, 2 retrocessioni | 2. deild 10 club 2 promozioni, 2 retrocessioni | 2. deild 10 club 2 promozioni, 2 retrocessioni | 2. deild 10 club 2 promozioni, 2 retrocessioni | 2. deild 10 club 2 promozioni, 2 retrocessioni | 2. deild 10 club 2 promozioni, 2 retrocessioni | 2. deild 10 club 2 promozioni, 2 retrocessioni | 2. deild 10 club 2 promozioni, 2 retrocessioni | 2. deild 10 club 2 promozioni, 2 retrocessioni | 2. deild 10 club 2 promozioni, 2 retrocessioni | 2. deild 10 club 2 promozioni, 2 retrocessioni | 2. deild 10 club 2 promozioni, 2 retrocessioni | 2. deild 10 club 2 promozioni, 2 retrocessioni | 2. deild 10 club 2 promozioni, 2 retrocessioni | 2. deild 10 club 2 promozioni, 2 retrocessioni | 2. deild 10 club 2 promozioni, 2 retrocessioni |